# 卡巴藏 (加利福尼亞州)
卡巴藏（英語：Cabazon）是位於美國加利福尼亞州河濱縣的一個人口普查指定地區。

## 地理
卡巴藏的座標為33°54′33″N 116°45′59″W / 33.90917°N 116.76639°W，而該地最高點為海拔高度559米（即1834英尺）。

## 人口
根據2010年美國人口普查的數據，卡巴藏的面積為12.674平方千米，當中陸地面積為12.608平方千米，而水域面積為0.066平方千米。當地共有人口2535人，而人口密度為每平方千米200人。